# Roze slijmspons
De roze slijmspons (Myxilla (Myxilla) rosacea) is een sponssoort in de taxonomische indeling van de gewone sponzen (Demospongiae). De spons behoort tot het geslacht Myxilla en behoort tot de familie Myxillidae. De wetenschappelijke naam van de soort werd in 1859 voor het eerst geldig gepubliceerd door Lieberkühn.

## Beschrijving
De roze slijmspons is grote spons met een bloemkoolachtig, slijmerig oppervlak en een vuilroze of gelige kleur. Sommige exemplaren kunnen tot 30 centimeter in diameter worden. Het lichaam van de spons bestaat uit kiezelnaalden en sponginevezels, en is in staat om veel water op te nemen. 

## Verspreiding
De roze slijmspons komt voor aan Atlantische kust van Europa van Zuid-Noorwegen tot de Middellandse Zee en West-Afrika. Hoewel de soort al bekend was in de Noordzee, werd in Nederland de roze slijmspons in 2007 voor het eerst in de Oosterschelde aangetroffen.